# Batalla de Quart
La batalla de Quart fou un dels enfrontaments de la Revolta de Sardenya, emmarcada en la Guerra veneciano-genovesa.

## Antecedents
Marià IV d'Arborea el 1353 durant la guerra veneciano-genovesa va capgirar la seva política i es va oposar a la dominació catalana, lluitant contra Gerard Gherardeschi, vassall lleial a la Corona d'Aragó, i va atacar (al sud) Castel di Castro però fou rebutjat i en va iniciar el setge; tot seguit va atacar el nord aliat amb els Dòria i va conquerir l'Alguer amenaçant Sàsser el 1354. La derrota genovesa a la batalla naval de Port del Comte va permetre la reconquesta de l'Alguer a Bernat II de Cabrera, que va deixar de capità Gispert de Castellet amb una guarnició i va marxar amb els presoners, les galeres pròpies i les capturades en direcció a Càller, però tan bon punt Bernat de Cabrera va marxar, la ciutat es rebel·là massacrant la guarnició, i Gispert de Castellet va fugir a Càller perseguit pels revoltats mentre Marià iniciava una lluita de guerrilles i emboscades.

## Batalla
Bernat II de Cabrera va fer armar les companyies a cavall i d'infanteria que estaven a Caller i acompanyat de Gilabert de Centelles i de Castellet, Olf de Pròixida, Ot de Montcada i de Montcada, Francesc de Perellós va sortir a l'encontre dels revoltats, entre set-cents i vuit-cents homes a cavall i nombrosos infants, trobant-se a Quart. Els catalans van derrotar els revoltats, provocant-los mil cinc-centes baixes.

## Conseqüències
Preveient un atac genovès a Sasser, Bernat II de Cabrera va enviar Bonanat Descoll amb vuit galeres, que van desembarcar la tropa a Porto Torres per reforçar la ciutat, governada per Riambau de Corbera. Reunides de nou les galeres, amb tota la tropa reforçant les places fortes, va retornar amb la flota a Catalunya, trobant-se amb el rei a València.
L'estol reial, comandat per Pere III el Cerimoniós i compost per 100 galeres i 12.000 homes es va concentrar a Roses, d'on va sortir el 15 de juny de 1354, arribant a l'Alguer el 22 de juny, on es van unir 30 galeres venecianes que van iniciar el setge el 24, contra una ciutat defensada per sards i genovesos, de la que fou expulsada tota la població.
La ciutat fou repoblada des del Penedès i el Camp de Tarragona, assegurant d'aquesta manera una ciutat lleial a Pere el Cerimoniós. Marià va iniciar una lluita de guerrilles i emboscades, fins que el 1355 es va signar la pau de Sanluri que establia la partició de l'illa per la que Marià IV d'Arborea renunciava a l'Alguer.